# Vallée de Sausse Dessus
La vallée de Sausse Dessus ou Sausse-Dessus est une haute vallée glaciaire de la chaîne de montagnes des Pyrénées, au-dessus de la ville de Gavarnie-Gèdre dans le Lavedan, dans le département français des Hautes-Pyrénées en Occitanie.

## Géographie

### Situation
Orientée sud-nord, la vallée s'étend sur environ 3 km de longueur avec une largeur de 2 km environ.
La vallée de Sausse Dessus est une vallée coincée entre la vallée de la Canau à l'ouest, la vallée d'Ossoue au nord, la vallée des Espécières à l'est et l'Aragon au sud.
Elle est comprise entièrement dans la commune de Gavarnie-Gèdre.
La vallée se trouve dans le massif du Vignemale. La bordure sud de la vallée est située sur la frontière franco-espagnole.

### Topographie
La vallée de Sausse Dessus est surplombée au sud par des sommets avoisinant les 2 400 mètres :
- au nord : la vallée est délimitée par le gave d'Ossoue ;
- à l'est : le pic de Saint André (2 408 m), le pic des Ligades (2 457 m), le pic de Lary (2 397 m) ;
- au sud : sur la frontière franco-espagnole le pic de Gabiet (2 716 m) et le Soum Blanc des Espécières (2 685 m) ;
- à l'ouest : la montagne des Sècres et le pic des Sècres (2 607 m).

Le col de Lary (2 278 m) permet le passage vers la vallée des Espécières à l'ouest et le col du Soum Blanc (2 578 m) permet le passage vers l’Espagne au sud.

### Hydrographie
Le ruisseau de Sausse Dessus qui est un affluent droit du gave d'Ossoue et qui le rejoint au Pla de Salces, coule au centre de la vallée. La vallée est dépourvue de lac pyrénéen d’importance.

## Histoire
La vallée est inhabitée, les seules structures sont des granges (cabane de Sausse Dessus).

## Protection environnementale
La vallée est située dans le parc national des Pyrénées et fait partie d'une zone naturelle protégée, classée ZNIEFF de type 1 et de type 2.

## Voies de communication et transports
On accède à la vallée par la route de Gavarnie, la route départementale D 921 puis suivre le sentier en direction du barrage d'Ossoue. On y pénètre par une piste qui passe par le pont de Sausse.
Le sentier de grande randonnée GR 10 passe en partie basse de la vallée à la cabane de Sausse Dessus.